# LDV
Pour les articles homonymes, voir LDV (homonymie).
LDV Group Limited (autrefois connu sous le nom de Leyland DAF Vans) est un constructeur de camionnette anglais, disparu en 2009.
La marque appartenait autrefois au groupe Rover et Leyland DAF, avant d'être absorbé comme filiale du groupe russe GAZ. En raison de la récession mondiale et du manque d'investissement à long terme, la production s'est arrêtée en décembre 2008.
Après plusieurs tentatives de sauvetages échoués en 2009, les actifs ont été vendus à l'entreprise chinoise Eco Concept le 15 octobre 2009.

## Modèles
- Convoy (1993-2006)
- Pilot (1993-2006)
- Cub (1996-2001)
- Maxus (2004-2008)